# Ernst Ludvig av Hessen-Darmstadt
Ernst Ludvig, född 15 december 1667 på slottet Friedenstein i Gotha, död 12 september 1739 på slottet Jägersburg vid Darmstadt, var regerande lantgreve av Hessen-Darmstadt mellan 1678 och 1739. 
Hans föräldrar var Ludvig VI av Hessen-Darmstadt och Marie Elisabeth av Holstein-Gottorp.

## Familj
Ernst Ludvig var gift med Dorothea Charlotte av Brandenburg-Ansbach (1661-1705), dotter till markgreve Albrekt II av Brandenburg-Ansbach (1620-1677). Bland deras barn var:
1. Ludvig VIII av Hessen-Darmstadt, född 1691, död 1768.
2. Karl Wilhelm av Hessen-Darmstadt, född 1693, död 1707.
3. Franz Ernst av Hessen-Darmstadt, född 1695, död 1717.
4. Fredrika Charlotta av Hessen-Darmstadt född 1698, död 1777, gift med Maximilian av Hessen-Kassel född 1689.